# شورای عکا

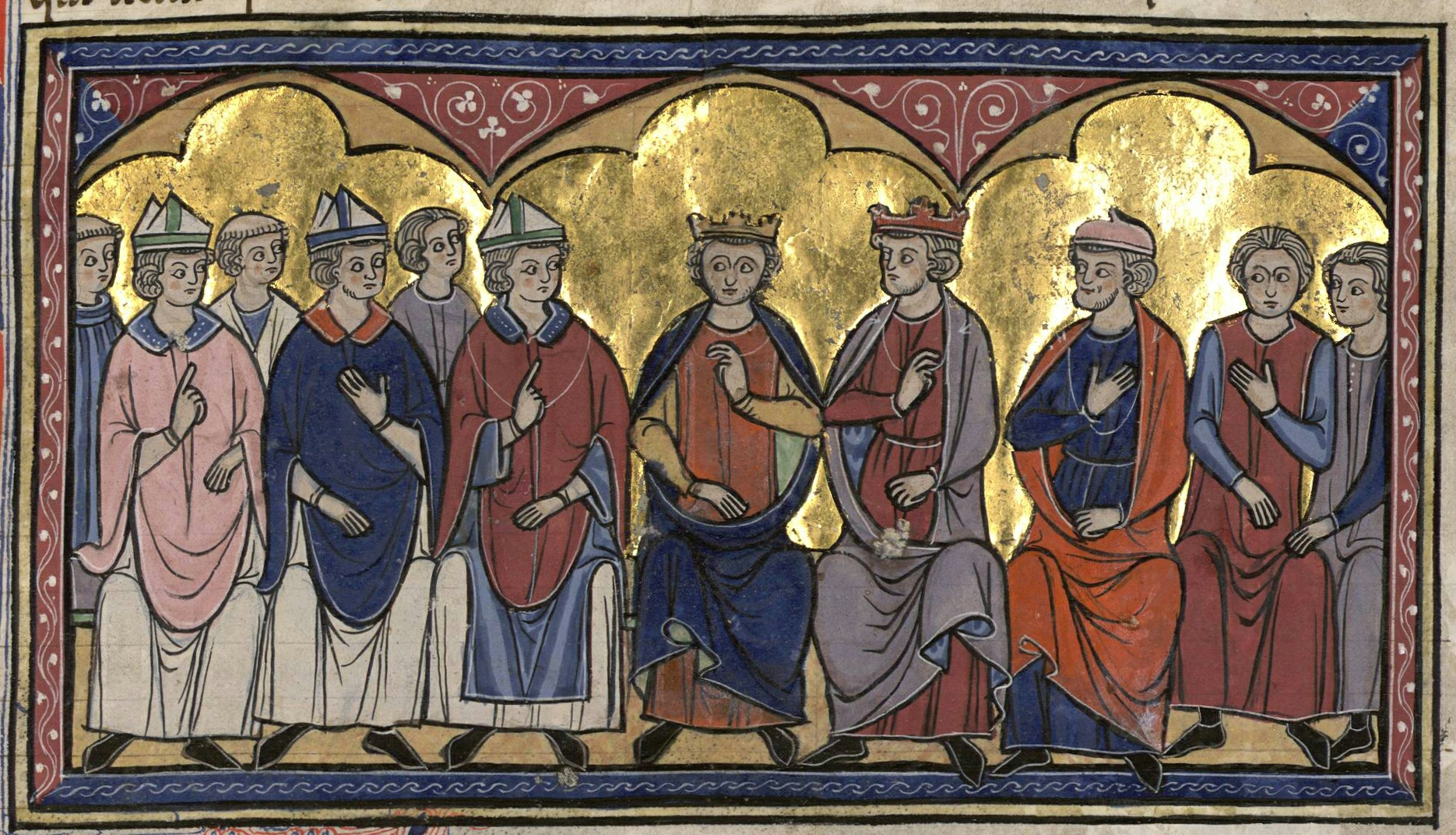
شورای عکا

شورای عکا، نشستی بود که در روز ۲۴ ژوئن ۱۱۴۸ میلادی در نخلستانی در نزدیکی شهر عکا که از شهرهای مهم پادشاهی صلیبی اورشلیم بود، برگزار گردید. دادگاه عالی اورشلیم با صلیبی‌هایی که که به تازگی از اروپا رسیده‌بودند برای انتخاب بهترین هدف جنگ صلیبی، دیدار کرد. فراخوان برپایی جنگ صلیبی دوم پس از سقوط ادسا به‌دست عمادالدین زنگی صادر شد. در سال ۱۱۴۷، سپاه‌هایی به فرماندهی کنراد سوم، امپراتور آلمان و لوئی هفتم، پادشاه فرانسه حرکتشان به سوی شرق را به‌طور جداگانه آغاز نمودند. کنراد در ماه آوریل ۱۱۴۸ به عکا رسید و لوئی نیز از انطاکیه به سوی جنوب حرکت نمود.
نجیب‌زادگان اورشلیم به سربازانی که از اروپا رسیده بودند، خوشامد گفتند و خواستار برپایی شورایی برای ملاقات شدند. آن‌ها پس از گفتگوهای بسیار مشخص کردند که باید برای تصرف دمشق حرکت نمایند. محاصره دمشق به هر دلیلی که روی داد، دارای پیامدهای سنگینی و هولناکی برای صلیبیون بود. در نتیجه، انطاکیه که نسبت به دمشق به پادشاهی اورشلیم بسیار نزدیک‌تر بود در معرض تهدید قرار گرفت. ویلیام صوری اسامی شرکت‌کنندگان در این شورا را ثبت نموده‌است.